# Овчинников, Юрий Анатольевич
Ю́рий Анато́льевич Овчи́нников (2 августа 1934, Москва — 17 февраля 1988, там же) — советский учёный-биохимик, специалист в области биоорганической химии и молекулярной биологии. Академик АН СССР (1970), вице-президент АН СССР (1974—1988), кандидат в члены ЦК КПСС (1981—1988), президент Федерации европейских биохимических обществ FEBS (1984—1986). Директор Института биоорганической химии АН СССР (1970—1988), профессор МГУ. Лауреат Ленинской и Государственной премии СССР, Герой Социалистического Труда (1981).

## Биография

Могила Ю. А. Овчинникова на Новодевичьем кладбище Москвы

Окончил среднюю школу № 10 в Красноярске, куда его мать с тремя детьми была выслана в начале Великой Отечественной войны, когда был репрессирован отец, крупный авиаконструктор. Из воспоминаний Т. В. Овчинниковой: «По дороге из Москвы в Красноярск, в поезде, Овчинников заболел тифом. Матери, ехавшей с тремя детьми пришлось оставить больного сына на ближайшей станции. Добравшись до Красноярска, мать получила сообщение о том, что сын умер. Приехав за его телом, в морге, среди трупов, она обнаружила его живым».
Закончив школу с золотой медалью, поступил на химический факультет МГУ. Окончил вуз в 1957 году и поступил в аспирантуру.
С 1960 года работал в Институте биоорганической химии им. М. М. Шемякина (Институт химии природных соединений АН СССР до 1974) младшим научным сотрудником, c 1963 — старшим научным сотрудником, с 1970 — директором института.
В 1961 г. защитил кандидатскую диссертацию «Стереохимия реакций присоединения к двойной связи 2-циклогексенилуксусных кислот (изучение путей синтеза тетрациклинов)».
В 1966 году (в 31 год) Овчинникову была присуждена учёная степень доктора химических наук за диссертацию «Исследования по химии депсипептидов».
26 ноября 1968 г. избран членом-корреспондентом АН СССР в отделение биохимии, биофизики и химии физиологически активных соединений по специальности «Химия и технология биополимеров и других природных соединений».
24 ноября 1970 г. избран действительным членом АН СССР в отделение биохимии, биофизики и химии физиологически активных соединений по специальности «Химия природных соединений и биополимеры».
- 1972 — профессор МГУ и заведующий лабораторией химии белка Института белка АН СССР. В том же году обратился в ЦК КПСС с просьбой о создании структуры для работ над биологическим оружием — будущего Биопрепарата.
- С 5 марта 1974 года вице-президент АН СССР.
- 1976 — XXXII Менделеевский чтец
- 1982 — удостоен Государственной премии СССР за цикл работ по структуре и генетике РНК-полимеразы.
- 1982 — заведующий кафедрой физико-химической биологии и биотехнологии Московского физико-технического института.
- 1984—1986 — президент Федерации европейских биохимических обществ FEBS.
- 1985 — академик ВАСХНИЛ.
- 1985 — генеральный директор Межотраслевого научно-технического биохимического объединения «Биоген».

Член Центральной ревизионной комиссии КПСС (1976—1981). Кандидат в члены ЦК КПСС (1981—1988).
Был одним из академиков АН СССР, подписавших в 1973 году письмо учёных в газету «Правда» с осуждением «поведения академика А. Д. Сахарова». В письме Сахаров обвинялся в том, что он «выступил с рядом заявлений, порочащих государственный строй, внешнюю и внутреннюю политику Советского Союза», а его правозащитную деятельность академики оценивали как «порочащую честь и достоинство советского учёного».

Овчинников — один из немногих совершил восхождение на альпийскую вершину Айгер, где многие погибали. Купался в ледяной горной реке, впадающей в Байкал. Нырял на большую глубину за морскими ежами. Нобелевский лауреат Гюнтер Блобел сказал про Овчинникова:
«Он обладал французским обаянием, итальянским темпераментом, немецкой деловитостью, прямотой американца, сердечностью русского. Какое сочетание!».
Скончался 17 февраля 1988 года в результате онкологического заболевания (лейкоза). С. А. Батчиков замечал, что Овчинников заболел после визита в США (где "американцы считали академика одним из создателей советского химического и биологического оружия"):
"Многие не исключают, что его болезнь не была случайной и связана с этим визитом".
Похоронен на Новодевичьем кладбище в Москве (участок №10).

## Семья
Отец — Анатолий Иванович Овчинников, инженер-авиаконструктор, заместитель главного инженера авиационного завода, в 1942 году был репрессирован: осужден по обвинению в измене Родине и антисоветской агитации и расстрелян (реабилитирован в 1957 году).
Мать — педагог. 
Младший брат — Александр Анатольевич Овчинников (1938—2003), член-корреспондент РАН, специалист в области квантовой химии.
Жена — Татьяна Владимировна Овчинникова, доктор химических наук, руководитель учебно-научного центра ИБХ РАН. Лауреат премии Правительства Российской Федерации в области образования 2007 года.
- Дочь — Оксана Юрьевна Белогурова-Овчинникова, научный сотрудник учебно-научного центра ИБХ РАН, кандидат биологических наук, окончила МГУ (2007) и Швейцарский высший технологический институт (2011), доцент МФТИ, заместитель директора по научно-инновационной работе Физтех-школы биологической и медицинской физики МФТИ.

## Научная работа

### Ранние работы. Биоорганическая химия
В 1957 году под руководством профессора Ю. А. Арбузова защитил диплом по новым способам синтеза производных пирролидина и тиофена.
В аспирантуре Овчинников принял участие в программе работ по полному синтезу практически важных антибиотиков тетрациклиновой группы под руководством М. М. Шемякина. По окончании аспирантуры Юрий Анатольевич защитил кандидатскую диссертацию и перешёл в только что организованный Институт химии природных соединений АН СССР.
Позднее основным направлением работы Ю. А. Овчинникова стали синтез и изучение свойств антибиотиков депсипептидов — атипичных пептидов, содержащих как обычные аминокислоты, так и оксиаминокислоты. На основе разработанных методов синтеза были проведены исследования связывания валиномицина и энниатина с ионами щелочных металлов, Na+, K+ селективности. Были изучены пространственные структуры указанных антибиотиков и их комплексов в различных растворителях. В 1966 г. защитил докторскую диссертацию «Исследования по химии депсипептидов».

### Изучение структуры и функций белков
Академик Ю. А. Овчинников утверждал, что прогресс в биологии будет определяться нашими возможностями в изучении белковых молекул.
Овчинникову, Шемякину и другим сотрудникам принадлежит приоритет в создании метода синтеза пептидов на полимерном носителе в растворе. Ими же разрабатывался метод определения аминокислотной последовательности белков методом масс-спектрометрии. Совместно с В. Ф. Быстровым в 1977 г. был инициатором систематического исследования конформационных состояний модельных линейных пептидов методом ЯМР и определения констант спин-спинового взаимодействия между протонами фрагмента СαH-NH.
Группой Овчинникова была сделана серия работ по определению полной аминокислотной последовательности аспартаминотрансферазы свиньи, токсинов яда кобры, пчёл и скорпиона, леггемоглобина из клубеньков люпина, а в 1977 г. была определена аминокислотная последовательность ДНК-зависимой РНК-полимеразы E. coli, при расшифровке которой были применены методы генной инженерии. Были изучены и определены аминокислотные замены, приводящие к устойчивости к антибиотикам стрептолидигину и рифамицину, изучены детали взаимодействия с промотерами и синтезируемой РНК; определены и сопоставлены структуры полимераз из других бактерий и эукариот.

### Изучение биологических мембран
В середине 1970-х гг. Ю. А. Овчинниковым, Н. Г. Абдулаевым и сотрудниками было проведено систематическое изучение зрительного и бактериородопсина. В 1978 г. ими была установлена аминокислотная последовательность бактериородопсина, а в 1981 г. расшифрована структура родопсина из сетчатки глаза быка, установлено расположение полипептидных цепей этих двух белков в нативных мембранах, для обоих белков предложены различные схемы их функционирования и изучена взаимосвязь структуры и функции. В середине 1980 гг. Ю. А. Овчинниковым, В. М. Липкиным и их сотрудниками были выполнены исследования белков системы передачи и усиления зрительного каскада (трансдуцина и фосфодиэстеразы циклического GMP). В 1988 г. определена первичная структура и топография в фоторецепторной мембране родопсина осьминога.
Последний цикл работ Ю. А. Овчинникова посвящён Na+, K+-транспортирующей АТРазы. Под его руководством в 1985—1986 гг. была установлена полная первичная структура Na+, K+-АТРазы из мозгового слоя почек свиньи. При помощи оригинального метода ограниченного протеолиза Na+, K+-АТРазы непосредственно в составе природной мембраны был проведён анализ расположения субъединиц и создана первая модель пространственного строения Na+, K+-АТРазы. Достоверность предложенной структуры была подтверждена иммунохимическими методами. С помощью оптической спектроскопии продуктов двухстадийного ограниченного протеолиза белка впервые был осуществлён дифференциальный анализ вторичной структуры цитоплазматической, внутримембранной и внеклеточной областей Na+, K+-АТРазы. Под его руководством был найден и расшифрован участок генома, несущий полную информацию о Na+, K+-АТРазе. Результаты проведённых исследований имели важное значение для изучения механизма этого ионного насоса.

### Работы по химии нуклеиновых кислот и генной инженерии
Ю. А. Овчинников был одним из первых учёных СССР, оценивших возможности использования методов генной инженерии для микробиологического синтеза практически важных белков. Под его руководством были созданы штаммы-продуценты опиоидного нейропептида лейцин-энкефалина (1979 г.), противовирусного и противоопухолевого белка интерферона α2 человека (1981 г.), проинсулина человека (1983 г.)

### Иное
Согласно данным анализа, проведённого Институтом научной информации Гарфильда в Филадельфии (США) и опубликованного американским еженедельником «The Scientist» в феврале 1990 г., академик Ю. А. Овчинников по цитируемости научных работ за период с 1973 г. по 1988 г., то есть в течение 15 последних лет своей жизни, занимал первое место среди всех советских химиков и биологов.
Ю. А. Овчинииков стал самым молодым, 39-летним, вице-президентом Академии наук России за всю её историю.
Согласно свидетельству известного британского и российского учёного-радиобиолога Жореса Медведева, академик Юрий Овчинников заведовал секретной лабораторией по биоорганическим ядам, в составе Института биоорганической химии. Лаборатория исследовала яды змей, комаров, жуков и располагала огромной коллекцией разнообразных сложных ядов.
Встречался с Ф. Кастро, на которого произвел значительное впечатление.

#### Театр в жизни Овчинникова
Театр в жизни Овчинникова занимал особое место. Играл в театре ещё в школе и продолжил в театральной студии МГУ. Режиссёр Н. В. Петров ставил спектакль «Они знали Маяковского» на двух сценах: в Москве в МГУ и в Ленинграде в Александринском театре. На сцене МГУ Маяковского играл студент Овчинников, а на сцене Александринки — народный артист Н. К. Черкасов. Овчинников работал над главной ролью два года, и роль ему удалась. В МГУ на спектакле был Черкасов, который оценив актёрскую работу Овчинникова и предложил «поменяться театрами». Рокировка состоялась. Черкасов сыграл на сцене МГУ, а студент химического факультета Овчинников на сцене Александринки. Овчинников произвёл фурор. Муза Маяковского Лиля Брик, пришедшая на спектакль была потрясена.

## Публикации
Научные труды
- Овчинников Ю. А. Связь между структурой и биологической функцией в пептидных системах (новый подход к изучении проблемы). // Вестник АН СССР, 1968, № 7, 43-50.
- Хохлов А. С., Овчинников Ю. А. Химические регуляторы биологических процессов. М.: Знание, 1969, 142 с.
- Овчинников Ю. А., Иванов В. Т., Шкроб А. М. Мембрано-активные комплексоны. — М.: Наука, 1974, 464 с.
- Овчинников Ю. А. Биоорганическая химия. — М.: Просвещение, 1987.
- Овчинников Ю. А. «Химия жизни» (Избранные труды). — М.: Наука, 1990.

Прочее
- Ю. Овчинников. Биология: передний край // «Известия» от 23 мая 1974.

## Награды и премии
- Медаль «За доблестный труд. В ознаменование 100-летия со дня рождения В. И. Ленина» (1970)
- Золотая медаль Словацкой академии наук «За заслуги перед наукой и человечеством» (1974, 1982, 1984)
- Орден Ленина (1975) — за заслуги в развитии советской науки и в связи с 250-летием Академии наук СССР.
- Орден «Кирилл и Мефодий» I степени (Болгария) (1978)
- Медаль «100-летие освобождения Болгарии от османского ига» (Болгария) (1978)
- Золотая медаль I Европейской конференции по биоэнергетике (1979)
- Золотая медаль Международной организации по поддержке медицинских исследований (Англия) (1979)
- Премия имени Карпинского (1979)
- Звание Героя Социалистического Труда с вручением ордена Ленина и золотой медали «Серп и Молот» (1981) — за выдающиеся заслуги в развитии биологической науки и подготовке научных кадров.
- Орден Полярной звезды (Монголия) (1982)
- Орден Ленина (1984) — за большие заслуги в развитии биологической науки и в связи с пятидесятилетием со дня рождения.
- Ленинская премия (1978) — за цикл работ по созданию нового класса мембранных биорегуляторов и исследованию молекулярных основ ионного транспорта через мембраны.
- Премия имени М. М. Шемякина АН СССР (1980) — за цикл работ «Исследования в области химии белка».
- Государственная премия СССР (1982) — за цикл работ по структуре и генетике РНК-полимеразы.
- Орден Трудового Красного Знамени (1988).
- Премия Правительства Российской Федерации в области науки и техники (1996, посмертно) — за разработку и создание биотехнологического производства «Ликопида» — нового иммунокорригирующего лекарственного препарата.

## Память
- Российская академия наук учредила премию имени Ю. А. Овчинникова с вручением именной золотой медали.
- В 1992 году Институту биоорганической химии имени академика М. М. Шемякина было присвоено имя Ю. А. Овчинникова, была открыта мемориальная доска. Во дворе филиала ИБХ установлен бюст.
- Общероссийская общественная организация «Общество биотехнологов России имени Ю. А. Овчинникова»